# Ciclismo ai Giochi della XIX Olimpiade - Cronometro a squadre
La cronometro a squadre di ciclismo su strada dei Giochi della XIX Olimpiade si svolse il 15 ottobre 1968 a Città del Messico, in Messico.

## Ordine d'arrivo
| Pos.    | Nazione          | Atleti                                                                            | 1º intertempo | 2º intertempo | Tempo Finale |
| ------- | ---------------- | --------------------------------------------------------------------------------- | ------------- | ------------- | ------------ |
| Oro     | Paesi Bassi      | Fedor den Hertog, Jan Krekels René Pijnen, Joop Zoetemelk                         | 1:03:11"50    | 1:04:37"56    | 2:07:49"06   |
| Argento | Svezia           | Erik Pettersson, Gösta Pettersson Sture Pettersson, Tomas Pettersson              | 1:03:10"20    | 1:06:16"40    | 2:09:26"60   |
| Bronzo  | Italia           | Giovanni Bramucci, Vittorio Marcelli Mauro Simonetti, Pierfranco Vianelli         | 1:03:50"65    | 1:06:28"09    | 2:10:18"74   |
| 4       | Danimarca        | Verner Blaudzun, Jørgen Emil Hansen Ole Højlund Pedersen, Leif Mortensen          | 1:04:51"40    | 1:07:50"01    | 2:12:41"41   |
| 5       | Norvegia         | Thorleif Andresen, Ørnulf Andresen Tore Milsett, Leif Yli                         | 1:05:53"56    | 1:08:39"29    | 2:14'32"85   |
| 6       | Polonia          | Jan Magiera, Zenon Czechowski Marian Kegel, Andrzej Bławdzin                      | 1:05'50"05    | 1:08'50"93    | 2:14'40"98   |
| 7       | Argentina        | Juan Alberto Merlos, Carlos Miguel Álvarez Roberto Breppe, Ernesto Contreras      | 1:06'42"57    | 1:08'51"67    | 2:15'34"24   |
| 8       | Germania Ovest   | Burkhard Ebert, Jürgen Tschan Ortwin Czarnowski, Dieter Koslar                    | 1:06'13"51    | 1:09'23"74    | 2:15'37"25   |
| 9       | Unione Sovietica | Boris Šuchov, Aleksandr Dokhlyakov Yury Dmitriyev, Valerij Jardy                  | 1:06'09"02    | 1:09'30"56    | 2:15'39"58   |
| 10      | Messico          | Agustín Alcántara, Adolfo Belmonte Roberto Brito, Radamés Treviño                 | 1:05'12"65    | 1:08'55"79    | 2:16'08"44   |
| 11      | Gran Bretagna    | John Bettison, Roy Cromack Pete Smith, John Watson                                | 1:07'09"72    | 1:09'28"88    | 2:16'38"60   |
| 12      | Spagna           | Nemesio Jiménez, José Gómez José Antonio González, Miguel María Lasa              | 1:06'59"45    | 1:09'39"45    | 2:16'38"90   |
| 13      | Germania Est     | Klaus Ampler, Günter Hoffmann Dieter Grabe, Axel Peschel                          | 1:06'55"39    | 1:10'55"90    | 2:17'51"29   |
| 14      | Australia        | Donald Wilson, Kevin Morgan Peter McDermott, Dave Watson                          | 1:08'00"31    | 1:10'08"78    | 2:18'09"09   |
| 15      | Francia          | Jean-Pierre Boulard, Robert Bouloux Jean-Pierre Danguillaume, Claude Lechatellier | 1:06'49"52    | 1:11'46"30    | 2:18'35"82   |
| 16      | Jugoslavia       | Cvitko Bilić, Rudi Valenčič Tanasije Kuvalja, Franc Škerlj                        | 1:07'32"11    | 1:11'20"09    | 2:18'52"20   |
| 17      | Ungheria         | András Takács, András Mészáros Imre Géra, Tibor Magyar                            | 1:08'05"39    | 1:12'24"97    | 2:20'30"36   |
| 18      | Belgio           | Michel Coulon, Frans Mintjens Marcel Grifnée, Englebert Opdebeeck                 | 1:08'14"78    | 1:12'38"15    | 2:20'52"93   |
| 19      | Finlandia        | Mauno Uusivirta, Ole Wackström Raimo Honkanen, Raimo Suikkanen                    | 1:08'08"92    | 1:12'46"55    | 2:20'55"47   |
| 20      | Stati Uniti      | John Howard, Butch Martin John Allis, Jim Van Boven                               | 1:11'16"13    | 1:12'57"37    | 2:24'13"50   |
| 21      | Guatemala        | Evaristo Oliva, Francisco Cuque Jorge Inés, Saturnino Rustrián                    | 1:11'07"55    | 1:13'13"22    | 2:24'20"77   |
| 22      | Ecuador          | Arnulfo Pozo, Hipólito Pozo Noé Medina, Victor Morales                            | 1:11'22"91    | 1:13'52"35    | 2:25'15"26   |
| 23      | Nuova Zelanda    | Neil Lyster, Richie Thomson John Dean, Des Thomson                                | 1:10'13"99    | 1:15'32"48    | 2:25'46"47   |
| 24      | Uruguay          | Luis Sosa, Walter Garre Jorge Jukich, René Deceja                                 | 1:11'03"84    | 1:14'43"36    | 2:25'47"20   |
| 25      | Canada           | Joe Jones, Jules Béland Marcel Roy, Yves Landry                                   | 1:12'28"31    | 1:14'49"83    | 2:27'18"14   |
| 26      | Etiopia          | Yemane Negassi, Fisihasion Ghebreyesus Mikael Saglimbeni, Tekeste Woldu           | 1:13'56"02    | 1:16'40"77    | 2:30'36"79   |
| 27      | Costa Rica       | Adrián Solano, José Sánchez José Manuel Soto, Miguel Angel Sánchez                | 1:14'41"52    | 1:21'44"27    | 2:36'25"79   |
| 28      | El Salvador      | Roberto García, Francisco Funes Juan Molina, Mauricio Bolaños                     | 1:16'48"82    | 1:22'49"57    | 2:39'38"39   |
| 29      | Taiwan           | Deng Chueng-Hwai, Liu Cheng-Tao Shue Ming-Shu, Jiang Guang-Nan                    | 1:18'02"53    | 1:24'11"35    | 2:42'13"88   |
| 30      | RD del Congo     | Constantin Kabemba, François Ombanzi Jean Barnabe, Samuel Kibamba                 | 1:19'20"00    | 1:23'37"58    | 2:42'57"58   |